# Золотой Пляж
Золото́й Пляж — посёлок в Миасском городском округе Челябинской области России.

## География
Посёлок расположен на северном берегу озера Тургояк, между озёрами Тургояк и Инышко. Расстояние до центра городского округа города Миасса 10 км.

## История
Решение о строительстве дома отдыха «Золотой пляж» было принято в 1936 году. В 1938 году здравница приняла первых отдыхающих.
Первые десятилетия были пиком популярности, особенно в послевоенное время. В дом отдыха направлялись воины действующей армии на реабилитацию.
Постепенно дом отдыха перерос в посёлок, со своей котельной, столовой, лодочными станциями, культурно-досуговым центром.
В 70-80-е годы руководящий состав дома отдыха начал постоянно меняться, неоднократно база была заброшенной. Наихудший период в истории дома отдыха совпал с окончанием XX века, за несколько лет, пока база находилась без присмотра, многое было разрушено и сожжено.
В 2002 году дому отдыха была дана вторая жизнь, была восстановлена система коммуникаций, отреставрированы и приведены к современным гостиничным стандартам корпусы из лиственницы.
В 2012 году на территории дома отдыха состоялось открытие центра традиционной китайской медицины «Золотой меридиан», дом отдыха вернул свою оздоровительную функцию.
В настоящий момент на территории посёлка функционирует гостиничный комплекс «Золотой пляж», апарт-отели "Тургояк-Сити" и "Шале Олега Митяева", центр восточной медицины "Золотой меридиан", термальный комплекс "Золотой меридиан", детский досуговый клуб "Школа путешественника Фёдора Конюхова", ночной клуб "Контакт", рестораны "GoldenBeach" и "BBQ-park", экскурсионные агентства, пункт проката спортивного инвентаря и несколько частных домов.

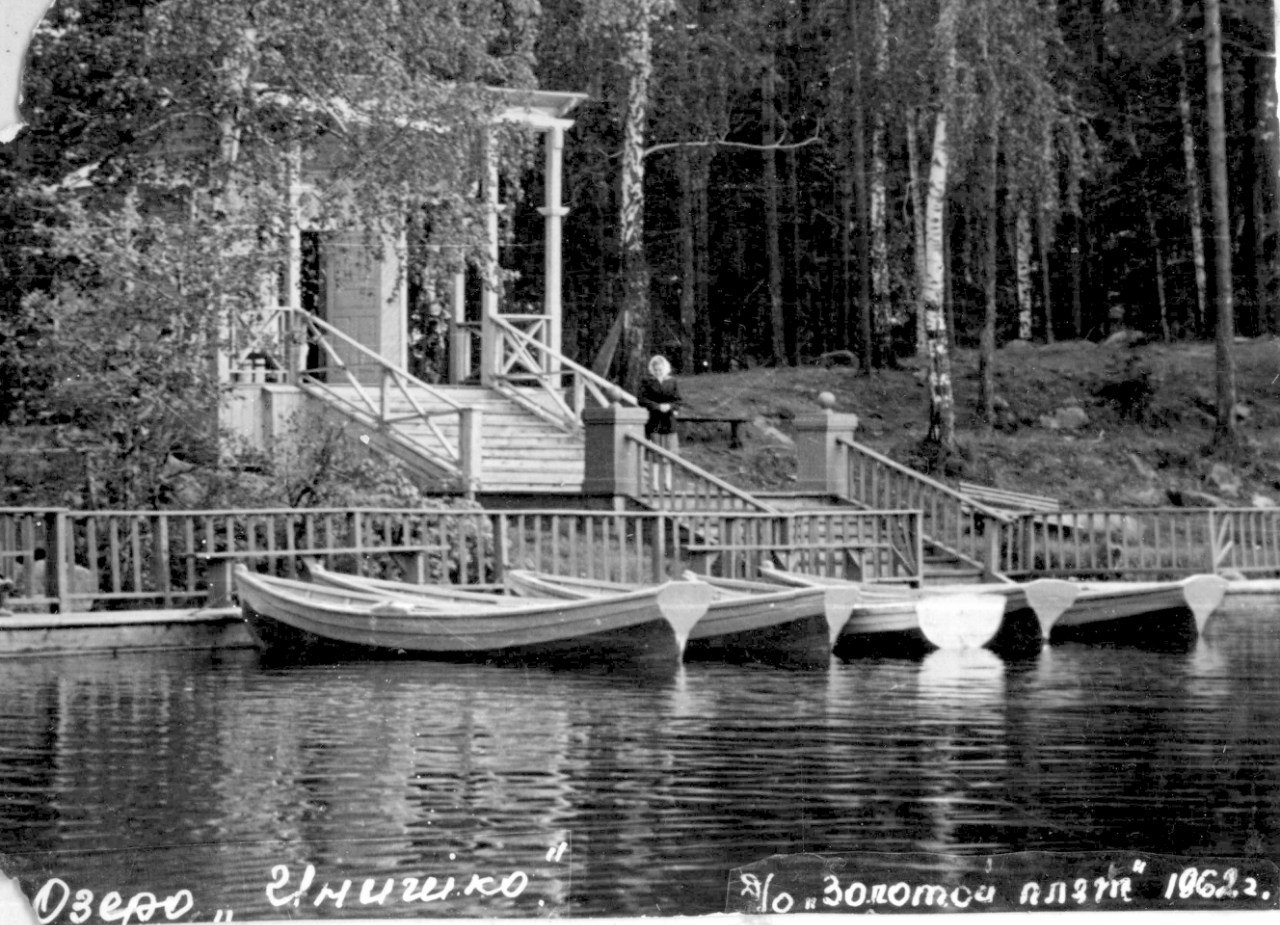

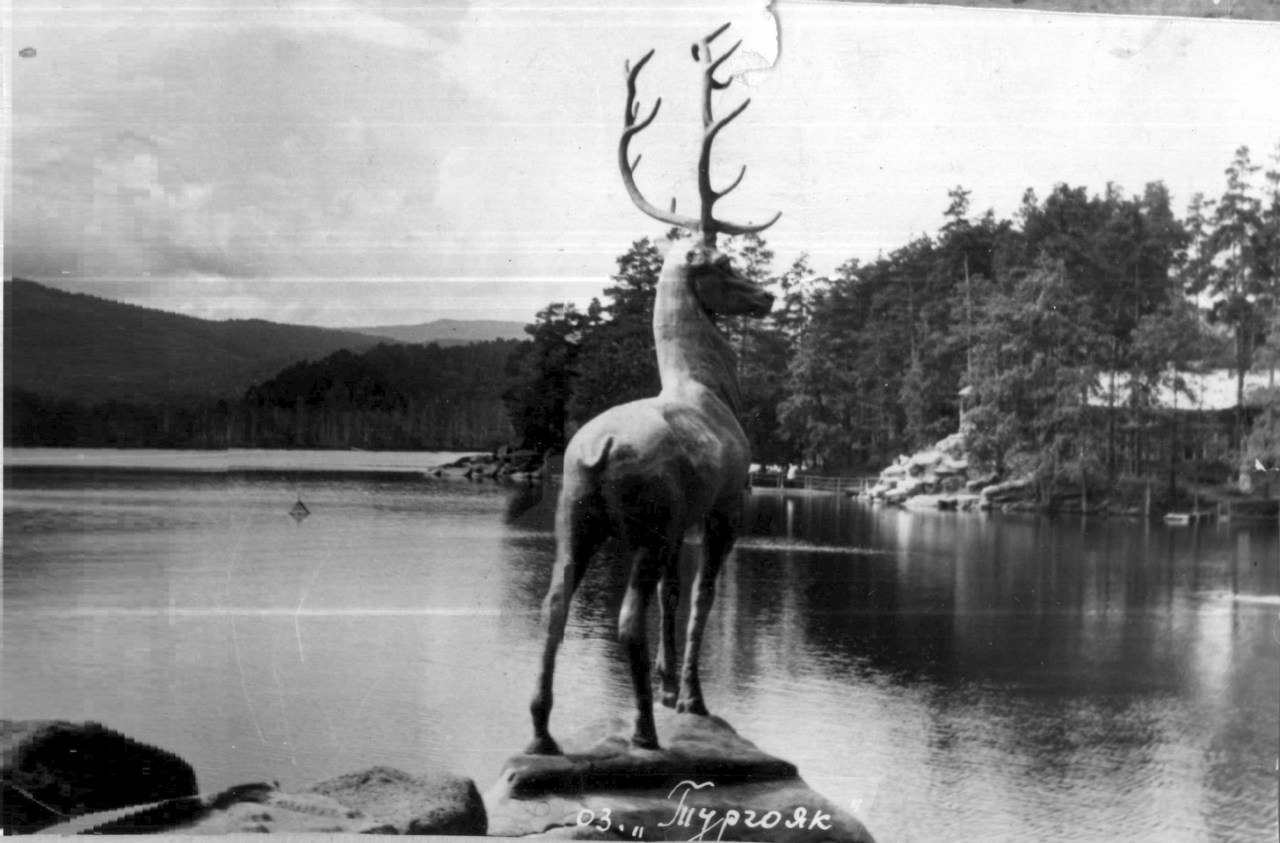

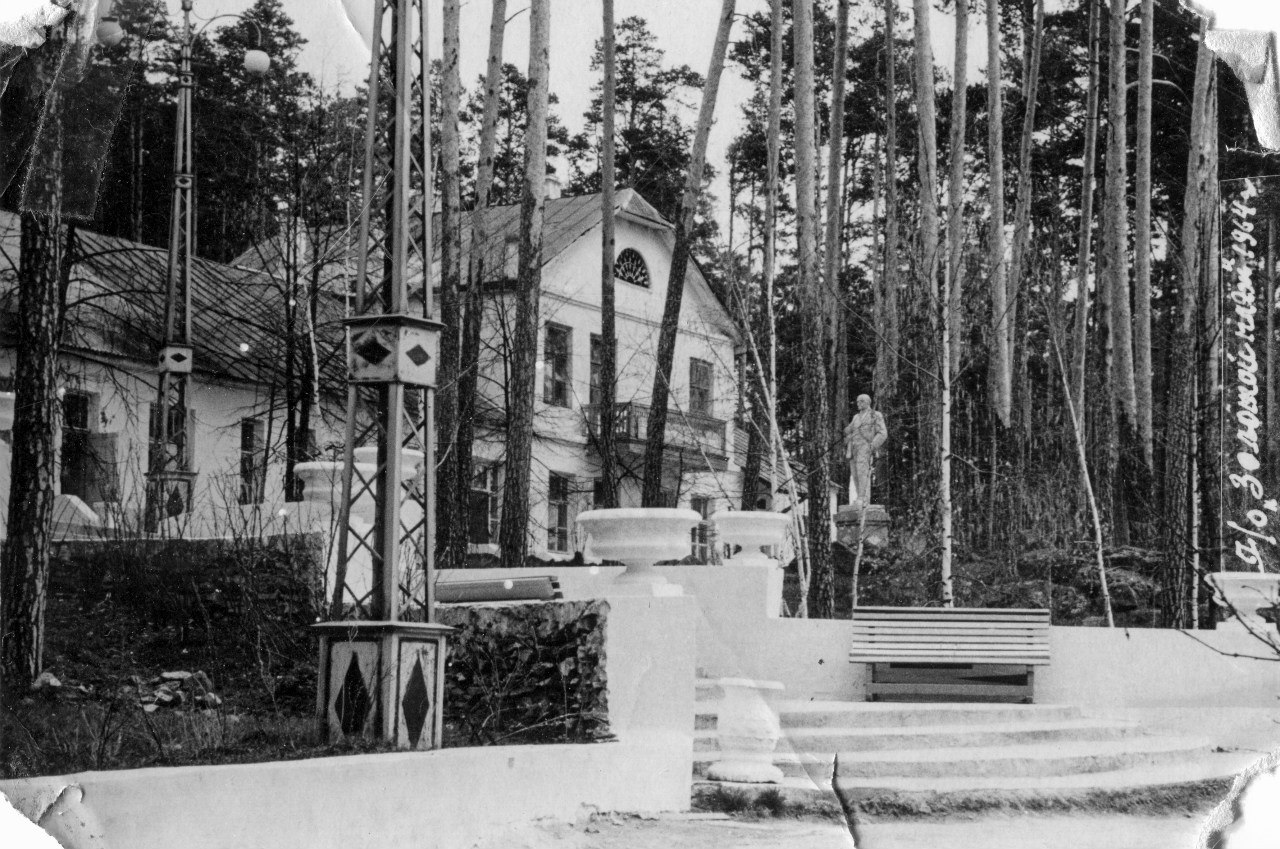

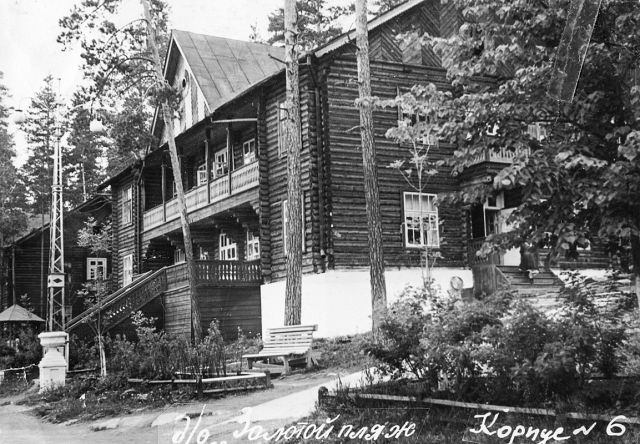

## Население
| 2002 | 2010 |
| ---- | ---- |
| 137  | ↘60  |

По данным Всероссийской переписи, в 2010 году численность населения посёлка составляла 60 человек (29 мужчин и 31 женщина).

## Улицы
В посёлке нет ни одной улицы.